# Jan Foudraine

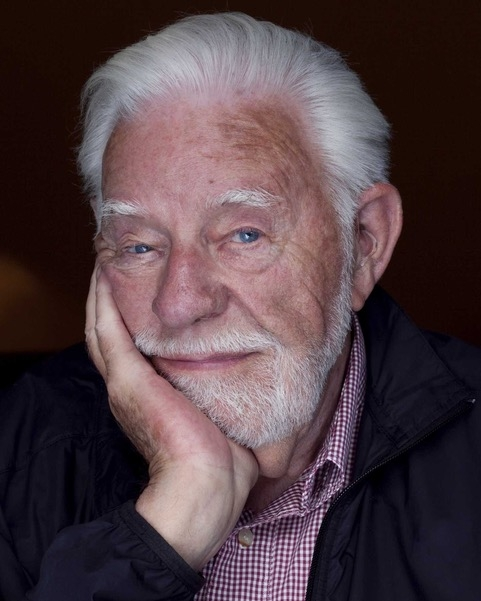
Foudraine (2012)

Jan Foudraine (später: Amrito; * 25. Februar 1929; † 27. Februar 2016) war ein niederländischer Psychiater, Psychotherapeut, Mystiker und Publizist. Foudraine wurde international zu den Pionieren der Antipsychiatrie gezählt.
Der promovierte Nervenarzt Foudraine übernahm 1968 die Leitung des Psychotherapeutischen Zentrums Veluweland. 1971 publizierte er das Buch Wie is van hout, das in viele Sprachen übersetzt (deutsch: Wer ist aus Holz? – 1973) und vielfach aufgelegt wurde. In diesem Buch bewertete Foudraine das Konzept der Schizophrenie neu und betrachtete es weniger aus medizinisch-psychiatrischer, denn aus sozialpsychiatrisch-psychotherapeutischer Perspektive.
Nach dem Bucherfolg ging Foudraine für längere Zeit zu Bhagwan Sri Rajneesh nach Poona. Seither nannte er sich Amrito. Seine auf fernöstlichen Weisheitslehren basierende Betrachtung psychischer Probleme (Ego-Konzentration und Dualismus) legte er besonders im Buch Metanoia dar. Darin bezog er sich ganz überwiegend auf die Lehren des Jiddu Krishnamurti.

## Werke
- Wie is van hout. 1971. (deutsch: Wer ist aus Holz? Neue Wege der Psychiatrie. 1973, ISBN 3-492-02007-2)
- Oorspronkelijk gezicht: een gang naar huis. 1979.
- Bhagwan... Notities van een discipel. 1980.
- Meester/antimeester end de psychotherapie. 1982. (deutsch: Bhagwan, Krishnamurti, C.G.Jung und die Psychotherapie. 1983, ISBN 3-922026-20-6)
- Struikelen over Waarheid. 1982.
- Bhagwan Shree Rajneesh, een introductie. 1983.
- Wie is van Licht. 1985.
- Jaren van voorbereiding. 1988.
- Bunkerbouwers, ontmoetingen met afgeslotenen. 1997.
- De man die uit zijn hersenen zakte: vingerwijzingen van een mysticus. 1998.
- Metanoia: over psychiatrie, psychotherapie en bevrijding. 2004.